# Pete Burns
Peter Jozzeppi Burns (Port Sunlight, 5 de agosto de 1959 – Londres, 23 de outubro de 2016) foi um cantor e compositor inglês, conhecido por seu trabalho como vocalista, compositor e dançarino da banda Dead or Alive, que alcançou sucesso em 1985 com seu hit "You Spin Me Round (Like a Record)".
Seu pai era inglês e sua mãe era de Heidelberg, na Alemanha.

## Biografia
O contundente estilo e aparência de Pete Burns chamaram a⁰ atenção através de seu hit "You Spin Me Round (Like a Record)". Inicialmente rotulado como homossexual devido à sua aparência feminina, Burns era, na verdade, bissexual, e era casado com Lynne Corlett, que conheceu quando trabalharam juntos num cabeleireiro. Antes da carreira, trabalhou no Burns Liverpool, no centro da cidade, e na  Probe Records, que se tornou um local de reunião para aspirantes musicais da época. Antes de formar o Dead or Alive, ele foi um membro da efêmera banda "Mystery Girls" e dos "Nightmares in Wax" , um precoce grupo pro-gótico semi-punk formado em Liverpool, em torno de 1974. Nightmares on Wax lançou os singles, "Black Leather", o "Birth of a Nation", mas nunca produziu um álbum. Burns também acusou o colega estrela pop Boy George de copiar seu estilo e sua imagem.

## Fama e polêmica
Marcado como símbolo sexual e estilo extravagante, Burns chocou platéias na década de 1980 com o seu vestuário pré-Boy George andrógeno, penteados exóticos, sapatos de salto alto, unhas longas e maquiagem pesada (embora ele afirmasse que não era uma travesti fetichista, e que o seu guarda-roupa era  baseado em moda e imagem, em vez de prazer sexual). Quase tanto quanto a sua carreira com os Dead or Alive, Burns é conhecido pela sua aparência sempre em mutação, o que ele livremente admite ter sido grandemente modificada pela cirurgia estética.
Era viciado em operações plásticas, tendo admitido que fez mais de 300 cirurgias.[carece de fontes?] Burns implantou injeções de poliacrilamida em seus lábios, bochechas, juntamente com implantes; fez diversas cirurgias no nariz e muitas tatuagens. Ele revelou, no início de 2006, numa  entrevista, que tinha gasto quase todas as suas poupanças em dezoito meses de cirurgia reconstrutiva após um procedimento nos lábios que saiu horrivelmente errado.[carece de fontes?]
Sua autobiografia, intitulada Freak Unique, foi lançada em maio de 2006. Nela, ele escreve abertamente sobre sua vida e revela que foi estuprado em tenra idade por um homem que nunca foi processado. Burns também escreve sobre a sua resistência à depressão e suas tentativas de suicídio.
Burns e sua esposa, Lynne Corlett, se divorciaram em 2006 depois de mais de vinte e cinco anos de casamento, continuaram amigos. Em 9 de fevereiro de 2006, numa entrevista, Burns e seu namorado Michael Simpson, anunciaram publicamente compromisso, mostrando anéis feitos para eles pela designer Vivienne Westwood. No entanto, um dia depois do anúncio, Burns disse que o compromisso acabou, no entanto, Simpson não negou ao público.
Em janeiro de 2007, Burns anunciou que planejava processar em 1 milhão de libras (£1 000 000,00) um cirurgião esteticista que realizou a cirurgia dos lábios.
Burns foi detido em março de 2006, após uma briga com Simpson, mas os dois continuaram juntos, como Burns confirmou inúmeras vezes.
Em novembro de 2006, Burns falou sobre suas cirurgias e polêmicas operações em um especial na televisão intitulado "Pete Burns «Pesadelos da Cirurgia Estética» transmitido para o Reino Unido. No dia 6 de julho de 2007, foi relatado que Pete Burns se casou no civil com o seu parceiro de longa data, Michael Simpson, numa cerimónia realizada no centro de Londres. Amigos e familiares de ambos estiveram presentes na cerimónia.
Em março de 2009, Pete Burns foi internado em um hospital de Londres após um colapso de insuficiência renal. Os médicos descobriram que ele tinha sete pedras nos rins que eram tão grandes que teriam de ser removidas através de cirurgia a laser.
Ele apareceu no reallity show Celebrity Wife Swap, em 30 de setembro de 2007, onde viveu com Neil Ruddock durante cinco dias. Simpson também participou neste programa.

### Morte
Peter Jozzeppi "Pete" Burns morreu em 23 de outubro de 2016, aos 57 anos, após sofrer um ataque cardíaco. Foi cremado, e suas cinzas estão sepultadas no Kensal Green Cemetery, em Londres.